# Братья А. и М. Буниятовы

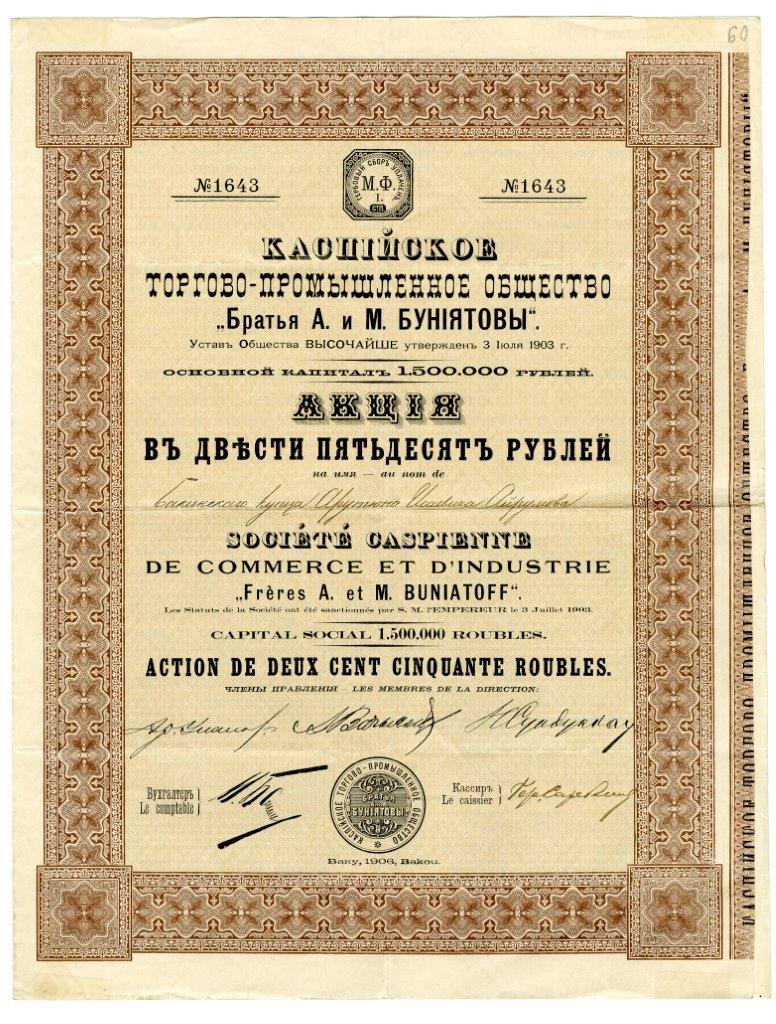
Акция в 250 руб. на предъявителя Каспийского торгово-промышленного общества «Братья А. и М. Буниятовы» с основным капиталом в 1,5 млн руб. Баку, 1906 г.

Каспийское торгово-промышленное общество «Братья А. и М. Буниятовы» зарегистрировано в 1903 году (Устав Высочайше одобрен 3 июля 1903 г.) и просуществовало вплоть до окончательного установления в Азербайджане советской власти. Компания с основным капиталом в 1,5 млн руб., Правление которой располагалось в Баку, принадлежала братьям Амбарцуму и Михаилу Буниятовым — известным бакинским нефтепромышленникам и негоциантам, несколькими годами раннее основавшим близ села Бертюль Астраханской губернии собственную судоходно-ремонтную компанию.
Ведущее свою историю с 1898 года по сию пору предприятие именовалось «мастерская братьев Буниятовых», основным занятием которой была транспортировка нефти с Каспийского моря вверх по Волге к нефтяным ямам, расположенным на территории мастерской, а также ремонт нефтеналивного флота. Мастерская была оснащена пятью станками и одним двигателем внутреннего сгорания мощностью 16 л. с., и занималась непосредственно ремонтом своего флота, состоящего из пяти морских деревянных барж, трех винтовых пароходов, одного колесного парохода и одной перекачивающей машины.
В настоящее время бывшая мастерская братьев Буниятовых — крупнейшее динамично развивающееся судостроительное предприятие Астраханской области — носит название "Открытое Акционерное Общество "Судостроительный завод «Красные Баррикады» и является при этом градообразующим предприятием одноименного рабочего поселка (до 1952 года Бертюль).